# Fritz Kraatz
Friedrich Hermann Heinrich „Fritz” Kraatz (Svájc, Graubünden kanton, Davos, 1906. február 4. – 1992. január 15.) Európa-bajnok, olimpiai és világbajnoki bronzérmes, Spengler-kupa győztes, nemzeti bajnok svájci jégkorongozó, sportvezető, orvos.
Az 1928. évi téli olimpiai játékokon a svájci válogatottal vett részt a jégkorongtornán. Az első mérkőzésen Ausztria ellen 4–4-et játszottak, majd a németeket verték 1–0-ra. Így a csoportban az első helyen bejutottak a négyes döntőbe, ahol először elverték a briteket 4–0-ra, majd kikaptak a svédektől 4–0 és a kanadaiaktól 13–0-ra. Ezek után a bronzérmesek lettek. Ez az olimpia egyben Európa- és világbajnokság is volt, így Európa-bajnoki ezüstérmesek és világbajnoki bronzérmesek is lettek.
Klubcsapata a svájci HC Davos volt 1921 és 1933 között. 1926-ban, 1927-ben, 1929 és 1933 között svájci bajnok volt. 1927-ben és 1933-ban Spengler-kupa győztes lett.
Az 1926-os jégkorong-Európa-bajnokságon aranyérmes lett, 1924-ben bronzérmet szereztek. Az 1929-es jégkorong-Európa-bajnokságon nem szerzett érmet
Az 1930-as jégkorong-világbajnokságon bronzérmes lett.
Visszavonulása után sport diplomata lett és kétszer is megválasztották a Nemzetközi Jégkorongszövetség elnökének (1947–1948, 1951–1954)
Civil foglalkozása orvos volt.